# Víctor Etxeberria
Etxeberria  Carrasco est un nom espagnol. Le premier nom de famille, en général paternel, est Etxeberria ; le second, en général maternel, souvent omis, est Carrasco.
Víctor Etxeberria Carrasco (né le 24 mars 1993 à Estella-Lizarra en Navarre) est un coureur cycliste espagnol.

## Biographie
Parmi les juniors (moins de 19 ans), Víctor Exteberria se distingue en devenant champion d'Espagne sur route en 2011. Il suit ensuite le cursus de la Fondation Euskadi en rejoignant le club Naturgas Energía en 2012. 
Après un stage, il rejoint l'équipe continentale Euskadi en 2014. Laissé sur la touche après la disparition d'Euskadi, il redescend ensuite chez les amateurs en 2015 dans la réserve de Caja Rural-Seguros RGA. Bon grimpeur, il s'impose sur le Tour de Palencia et obtient diverses places d'honneur dans les courses par étapes et classiques basques.  
Il repasse professionnel en 2016 au Portugal avec l'équipe continentale Rádio Popular-Boavista. Principalement équipier auprès de ses leaders, il termine seizième du Trophée Joaquim-Agostinho. En juillet, il dispute son premier Tour du Portugal où il termine troisième du classements des jeunes, tandis que son leader Daniel Silva monte sur la troisième du podium. 
En 2017, il est notamment dix-septième de la Classica Aldeias do Xisto. Non conservé, il redescend amateur en 2018 en retrouvant l'équipe réserve de Caja Rural-Seguros RGA, où il sera le coureur le plus âgé de la réserve. Auteur de plusieurs places d'honneur, il finit troisième au classement général du Torneo Euskaldun.
En 2019, il signe avec l'équipe Telco.m-Ederlan-Osés Const. Il remporte le Trofeo Santiago en Cos, le Tour d'Ávila mais aussi le classement final du Torneo Euskaldun, grâce à de nombreuses places d'honneur. 

## Palmarès et résultats

### Palmarès par année
- 2011
  -  Champion d'Espagne sur route juniors
- 2015
  - Tour de Palencia :
    - Classement général
    - 1re étape

  - 2e du Gran Premi Vila-real[6]
  - 2e du Laudio Saria
- 2018
  - Champion du Pays basque sur route
  - 2e du Mémorial Aitor Bugallo
  - 2e de l'Andra Mari Sari Nagusia
  - 3e du Trophée Guerrita
  - 3e du Dorletako Ama Saria
  - 3e du Torneo Euskaldun
- 2019
  - Vainqueur du Torneo Euskaldun
  - Trofeo Santiago en Cos
  - Tour d'Ávila :
    - Classement général
    - 1re étape

  - 2e du San Gregorio Saria
  - 3e du Mémorial Cirilo Zunzarren
  - 3e de l'Euskal Bailarak Kriteriuma
- 2020
  - Champion de Navarre sur route
- 2021
  - 3e du Tour de Zamora

### Classements mondiaux
| Année           | 2017   |
| --------------- | ------ |
| UCI Europe Tour | 1 623e |